# Gjern Å
Gjern Å er et vandløb i Midtjylland. Åen har sit udspring i den vestlige ende af Søbygård Sø ved hovedgården Søbygaard. Herfra løber den mod sydvest gennem Gjern by og Gjern bakker inden den munder ud i Sminge Sø og Gudenåen.
Gjern Ådal er et levn fra en vældig flod af smeltevand, der skar sig ned i landskabet i slutningen af sidste istid. Smeltevandet kom fra de gletsjer fremstød, der dengang dækkede store dele af Jylland og det skulle finde sin naturlige vej mod havet, som dengang var sydvest mod Gudenådalen. Åen er i dag kendt for sine markante meanderbuer.